# Andrena pruni
Andrena pruni är en biart som beskrevs av Robertson 1891. Andrena pruni ingår i släktet sandbin, och familjen grävbin. Inga underarter finns listade i Catalogue of Life.